# Юшковичский сельсовет
Юшковичский сельсовет — административная единица на территории Любанского района Минской области Республики Беларусь.

## История
В 2009 году центр Юшковичского сельсовета перенесен из деревни Юшковичи в Смольгово.

## Демография
На территории сельсовета в 2011 году проживало 1370 жителя, из них трудоспособных — 705.

## Состав
Юшковичский сельсовет включает 8 населённых пунктов:
- Заболоть — деревня.
- Купники — деревня.
- Неволож — деревня.
- Ольховка — деревня.
- Прудищи — деревня.
- Раковищи — деревня.
- Смольгово — деревня.
- Юшковичи — деревня.

## Производственная сфера
- Любанский комбинат строительных материалов (д. Смольгово)
- СПК «Заболотский»